# Gemmes de l'infini
Les Gemmes de l'infini ou Pierres d'infinité — anciennement appelées « Gemmes du Pouvoir » ou « Gemmes de l’Âme » — (« Infinity Gems », « Infinity Stones », « Soul Gems » en VO) sont des artéfacts cosmiques de fiction présents dans l'univers Marvel de la maison d'édition Marvel Comics.
Il y a à l'origine six gemmes (pierres précieuses). Chacune d'entre elles procure un pouvoir particulier à son porteur, si celui-ci est assez fort pour le maîtriser. Rassemblées, elles forment l'une des armes les plus puissantes de cet univers de fiction. Il existe également une septième gemme : la gemme de l'Ego.
Ces artefacts ont été adaptés à l'intrigue d'une série de vingt-trois films de l'univers cinématographique Marvel, à partir du film Iron Man (2008) jusqu’à Spider-Man: Far From Home (2019).

## Caractéristiques dans les comics

### Dénominations
Les Gemmes de l'infini sont six petites pierres précieuses de forme oblongue, mesurant de 2 à 3 cm de long. Chacune des gemmes est identifiée par un nom propre et possède une couleur précise. Celles-ci sont (dans les comics) :
- Couleurs originales (1972–2016)[1] :
  - gemme de l'Espace (violette) ;
  - gemme de l'Esprit (bleue) ;
  - gemme de l'Âme (verte) ;
  - gemme de la Réalité (jaune) ;
  - gemme du Temps (orange) ;
  - gemme du Pouvoir (rouge).

- Couleurs depuis Marvel Legacy (en) (2017) :
  - gemme de l'Espace (bleue) ;
  - gemme de l'Esprit (jaune) ;
  - gemme de l'Âme (orange) ;
  - gemme de la Réalité (rouge) ;
  - gemme du Temps (verte) ;
  - gemme du Pouvoir (violette).

### Propriétés et pouvoirs
Chaque Gemme de l'infini accorde un pouvoir spécifique à son porteur, mais celles-ci ont connu une histoire différente, du fait de leur dissémination dans l'univers.
Note : dans la liste suivante, un même personnage peut avoir possédé une ou plusieurs gemmes plusieurs fois de suite.
La gemme de l'Espace donne la possibilité de se téléporter soi-même ou des objets, voire d'autres êtres vivants. Ses propriétaires successifs connus sont : Thanos, le Coureur (en), Thanos, Adam Warlock, Pip le Troll (en), l’Homme-Bête (en), Pip le Troll, le Mage (Magus, Adam Warlock), Pip le Troll, Rune (en), Loki, Galactus, le Grand Maître, Flèche noire et Iron Man.
La gemme de l'Esprit donne une conscience des pensées et des rêves des personnes aux alentours. Elle accroît aussi les pouvoirs mentaux de son porteur. Ses propriétaires successifs connus sont : Thanos, l’Intelligence suprême (en), le Grand Maître, Thanos, Adam Warlock, Dragon-lune, l’Homme-Bête, Dragon-lune, le Mage, Dragon-lune, Rune, Loki, Galactus, le Grand Maître, le Professeur X et le Fauve.
La gemme de l'Âme accorde la capacité de voler dans les airs et de manipuler l'âme des vivants ou des morts. La gemme a une conscience propre et a besoin sans cesse de nouvelles âmes. Elle a pendant très longtemps été portée par Adam Warlock. Ses propriétaires successifs connus sont : le Maître de l'évolution, Adam Warlock, Thanos, l’Intermédiaire, Thanos, Adam Warlock, l’Homme-Bête, Adam Warlock, le Mage, Adam Warlock, Rune, Loki, Galactus, Adam Warlock, le Grand Maître, Darkseid, Adam Warlock et le Docteur Strange.
La gemme de la Réalité permet de matérialiser les pensées de son porteur et d'abolir les lois physiques et naturelles. Ses propriétaires successifs connus sont : Thanos, le Collectionneur, Thanos, Adam Warlock, Thanos, Rune, Loki, Galactus, le Grand Maître, Iron Man et Mr Fantastique.
La gemme du Temps donne le pouvoir de se déplacer dans le temps, ou d'observer une période précise sans s'y rendre, le risque étant de créer des boucles temporelles. Ses propriétaires successifs connus sont : le Jardinier, Thanos, le Jardinier, Thanos, Adam Warlock, Gamora, l’Homme-Bête, Gamora, le Mage, Gamora, Rune, Loki, Namor et Captain America.
La gemme du Pouvoir, outre le fait d'accorder une force surhumaine et l'invincibilité à son détenteur, renforce le pouvoir des autres Gemmes de l’infini. Ses propriétaires successifs connus sont : l’Étranger, Thanos, le Champion (en), Thanos, Adam Warlock, Drax, l’Homme-Bête, Drax, le Mage, Drax, Rune, Loki, Galactus, le Grand Maître, le Champion, Titania (Mary McPherran), Mr Fantastique et Namor.
Il existe une septième et dernière gemme, oubliée car perdue lors de la création des six autres : la gemme de l'Ego. Elle contient la conscience de Némésis et protège son détenteur du pouvoir des six autres gemmes. Retrouvée par Loki, elle est ensuite gardée par Circé (une membre de la race des Éternels). Cette  gemme n'a pas encore fait son apparition dans l'univers cinématographique Marvel.

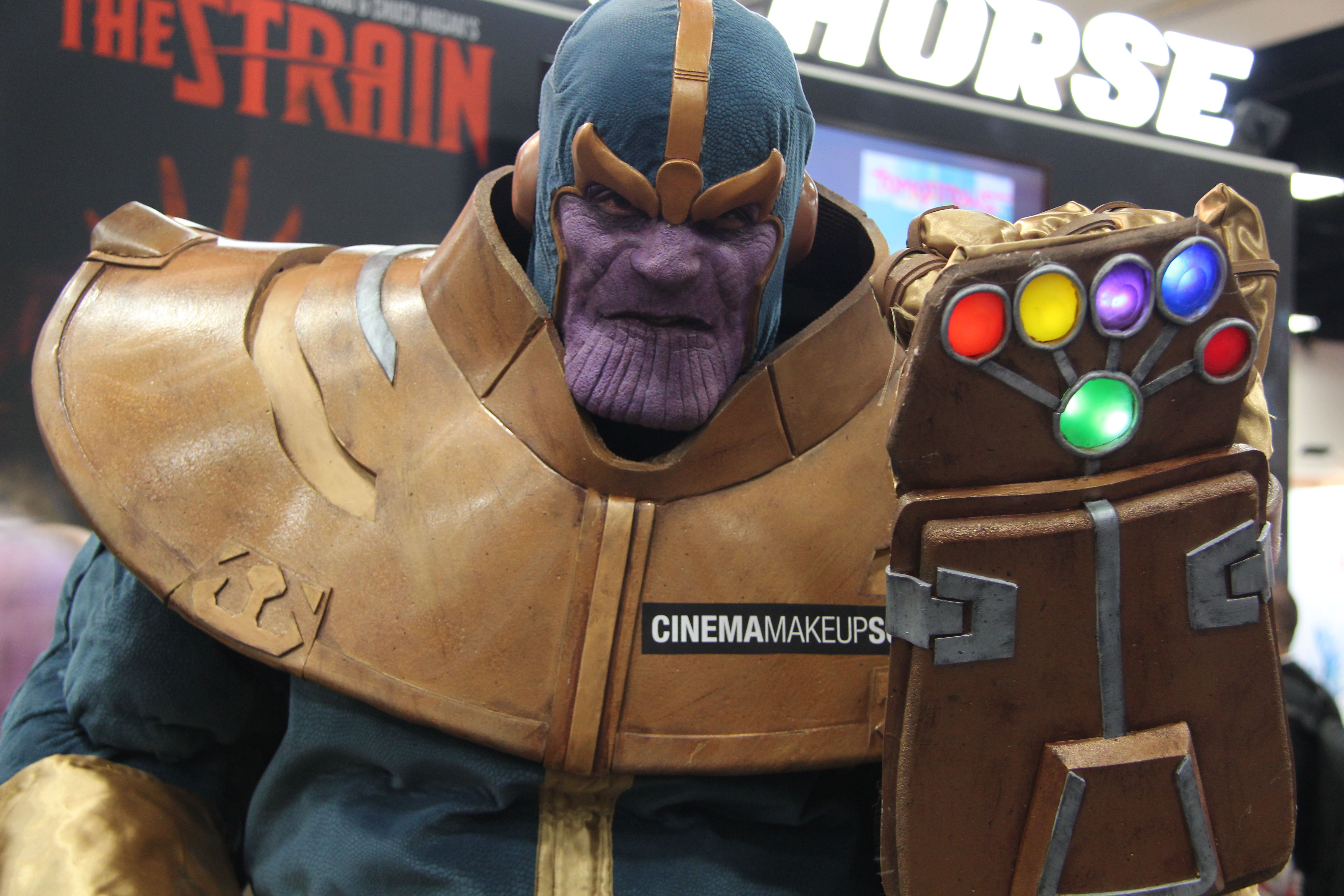
Cosplay de Thanos brandissant le Gant de l'infini.

### Le Gant de l'infini
Le Gant de l'infini (« The Infinity Gauntlet ») est un artefact d'un très grand pouvoir. Si on réunit sur lui les six Gemmes, il devient (dans les comics) l'un des objets les plus puissants de l'univers Marvel, avec l'« Anéantisseur ultime » (Ultimate Nullifier) de Galactus et le Cube cosmique. Avec les six gemmes, le Gant de l'infini offre à son porteur l'omniscience, l'omnipotence et l'omniprésence.
Le super-vilain Thanos l'a une fois possédé, et s'en est servi pour réduire de moitié la population de l'univers.

## Variantes dans l'univers cinématographique Marvel

### Différences par rapport aux comics d'origine
Les Gemmes de l'infini apparaissent de façon récurrente dans l'univers cinématographique Marvel (MCU), de façon plus ou moins évidente, mais ne sont pas représentées avec les mêmes codes couleurs ni avec les mêmes pouvoirs,. Elles sont plutôt surnommées « Pierres d'infinité ».
Les six pierres ont été présentées au fur et à mesure dans les films sortis jusqu'en avril 2018, et sont le fil rouge qui lie toutes les créations du MCU jusqu'à Avengers: Endgame. Après Avengers: Infinity War, elles se trouvent toutes en possession de Thanos, sur son Gantelet  d'infinité :
- la pierre de l'Espace (bleue, à l'origine dans le Tesseract) ;
- la pierre de Réalité (rouge, dans l'Éther) ;
- la pierre du Pouvoir (violette, à l'origine cachée dans l'Orbe de Morag) ;
- la pierre de l'Esprit (jaune, à l'origine dans le Sceptre de Loki puis portée par Vision) ;
- la pierre du Temps (verte, à l'origine dans l'Œil d'Agamotto) ;
- la pierre de l'Âme (orange, à l'origine cachée sur la planète Vormir)

Dans Les Gardiens de la Galaxie, le Collectionneur explique à Gamora, Peter Quill, Groot et Rocket qu'« avant la création de l'Univers, il existait six singularités. Puis dans une explosion, l'Univers est né. Et le reste de ces systèmes ont été fondus, concentrés et ensuite moulés en autant de lingots : les Pierres d'infinité. Il semblerait que ces gemmes ne puissent être manipulées que par des êtres dotés d'une force surnaturelle ». Dans Avengers: Infinity War, Wong répète cette histoire devant Tony Stark et Bruce Banner en ajoutant que chacune de ces pierres contrôle une des données élémentaires de l'existence. Toutes réunies, elle permettent au porteur du Gantelet d'Infinité de réaliser ses objectifs avec un claquement de doigts : pour Thanos, éliminer la moitié des êtres vivants dans l'Univers (dans Avengers: Infinity War), et pour les Avengers, les ramener tous à la vie puis détruire l'armée de Thanos ainsi que ce dernier (dans Avengers: Endgame). L'action du claquement de doigts déclenche un tel niveau de rayons gamma qu'elle s'avère très dangereuse pour le porteur du Gantelet : elle blesse sévèrement Thanos, puis Bruce Banner/Hulk, et enfin, provoque la mort de Tony Stark/Iron Man.

### Histoire et pouvoirs des Pierres
Dans le MCU, les Pierres d'infinité disposent de pouvoirs différents par rapport à l'histoire originale. Leur révélation a lieu petit à petit au cours des différents films des phases I à III. Pour que les effets d'une des Pierres d'infinité soient universels, il faut la combiner avec les cinq autres. Chacune de ces gemmes est une source d'énergie illimitée à base de rayons gamma. Celui qui possède les six pierres tout en étant capable de les manipuler aura un pouvoir omnipotent sur l'existence. Le seul moyen de détruire ces gemmes est de les exposer à une signature énergétique similaire à la leur.

#### Pierre de l'Espace (Tesseract)
La pierre de l'Espace, de couleur bleue, est la première à apparaître dans le MCU, sans pour autant être définie comme telle dans un premier temps puisqu'elle est à l'intérieur du Cube cosmique. Elle offre à son détenteur le pouvoir de manipuler l'espace.
Dans la scène post-générique de Thor, le Cube cosmique est présenté au Docteur Erik Selvig par Nick Fury, le directeur du SHIELD.
Dans Captain America: First Avenger, Crâne rouge se sert de l'énergie du Cube cosmique (dénommé par la suite Tesseract) pour façonner les armes d'HYDRA au cours de la Seconde Guerre mondiale. Il le prend à mains nues et est dissous dans une lumière menant dans l'espace (il est révélé dans Avengers: Infinity War qu'il a été ainsi transporté sur Vormir pour devenir le gardien de la pierre de l’Âme, devant conduire les voyageurs vers ce que lui-même ne pouvait atteindre). Le Cube cosmique est retrouvé par la suite au fond de l'Océan arctique par Howard Stark, alors que ce dernier recherche Captain America.
Dans Avengers, le Tesseract est étudié dans une installation où collaborent la NASA et le SHIELD. Sur place, Selvig tente de maîtriser son énergie, mais n'y parvient pas. C'est alors que s'ouvre un portail, qui permet à Loki d'apparaître avant de s'enfuir avec l'objet. Il l'utilise par la suite pour permettre à l'armée de Chitauris d'attaquer New York. Le portail qui s'est ouvert au-dessus de la ville est refermé par Black Widow avec le Sceptre de Loki (sans savoir qu'il contient la pierre de l'Esprit). Le Tesseract est ensuite ramené par Thor sur Asgard.
Dans Thor : Ragnarok, lors de la destruction d'Asgard par Surtur, Loki passe devant le Tesseract et s'arrête, sans que le spectateur ne puisse apercevoir ce qu'il décide de faire devant l'objet. Il s'enfuit par la suite avec le reste du peuple d'Asgard sur un vaisseau. Alors qu'ils font route vers la Terre, ils sont interceptés par le vaisseau Sanctuaire II, appartenant à Thanos.
Dans Avengers: Infinity War, Loki confirme qu'il a bien dérobé le Tesseract et le remet au Titan fou (en échange de la vie de Thor) qui le brise pour en extraire la pierre de l'Espace.
Dans Captain Marvel (dont l'action se déroule entre Captain America: First Avenger et Iron Man), on apprend que la Kree rebelle Mar-Vell, réfugiée sur C-53, aussi nommé la Terre, se sert de l'énergie du Tesseract pour concevoir un moteur supraluminique. Elle cherche à concevoir cette technologie afin de permettre aux Skrulls de s'installer sur une nouvelle planète hors de portée des Krees qui les pourchassent. Mar-Vell teste le moteur dans un avion nommé « Asis » avec Carol Danvers. Mais après un combat aérien face à Yon-Rogg, l'Asis s'écrase au sol. En cherchant à détruire le moteur selon le souhait de Mar-Vell, Carol obtient dans l'explosion des pouvoirs qui en font Captain Marvel. Le Tesseract reste quant à lui caché dans le laboratoire de Mar-Vell en orbite terrestre. Six ans plus tard, Carol, accompagnée de Nick Fury et du Flerken Goose, retrouve le laboratoire et, durant un combat avec les Krees, ce dernier avale le Tesseract. Il le vomit à la fin du film sur le bureau de Nick Fury, ce qui explique comment il s'est retrouvé en la possession du SHIELD.
Dans Avengers: Endgame, le Tesseract réapparaît au cours de la bataille de New York. Après de multiples péripéties, les Avengers le perdent au profit de Loki qui s'enfuit avec. Iron Man et Captain America remontent alors un peu plus le temps, dans les années 1970, pour le récupérer dans le QG souterrain du SHIELD au sein du Camp Lehigh où travaillent notamment Howard Stark, Hank Pym et Peggy Carter. La nouvelle réalité alternative créée par Loki en 2012 lorsqu'il s'échappe avec le Tesseract est l'argument de départ de la nouvelle série de Disney+, Loki (2021).

#### Pierre de Réalité (Éther)
La pierre de Réalité, de couleur rouge sombre, offre à son détenteur le pouvoir de modifier la réalité. Dans un passé reculé, l'Elfe noir Malekith s'empara de cette pierre et lui transmit de la matière noire. Elle devint une arme baptisée Éther. Il demeure fluide et en perpétuel évolution, transformant la matière en matière noire. Il s'insinue dans les corps et puise en eux leur force vitale. Malgré cela, l'Éther peut se solidifier à volonté pour redevenir la pierre de Réalité.
Elle apparaît pour la première fois dans Thor : Le Monde des ténèbres. Malekith voulait se servir du pouvoir de l'Éther pour rendre l'univers à la nuit éternelle, mais Bor (le père d'Odin) et son armée l'en empêchent. Condamné à l'exil, Malekith s'enfuit. Cinq mille ans plus tard, en cherchant Thor, Jane Foster découvre par hasard un portail qui la mène à l'endroit où est caché l'Éther. Elle rentre en contact avec celui-ci qui prend possession de son corps. Thor la protège de Malekith qui découvre que l'Éther a trouvé un hôte. Il tente donc de le récupérer, en vain. Ayant déjà en leur possession le Tesseract sur Asgard et redoutant de disposer de deux Pierres d'Infinité dans des lieux trop proches, Sif et Volstagg apportent l'Éther au Collectionneur.
Dans Avengers: Infinity War, après avoir ravagé le Musée du Collectionneur et l'avoir tué, Thanos récupère l'Éther, qui redevient la pierre de Réalité en l'insérant sur le Gantelet d'Infinité. Elle lui sert une première fois pour attirer Peter Quill, Gamora et Mantis sur l'astéroïde Knowhere en cachant la destruction.
Dans Avengers: Endgame, Rocket revenu dans le passé avec Thor, extrait l'Éther du corps de Jane Foster grâce à un appareil de sa conception, alors qu'elle se trouve sur Asgard juste avant l'assassinat de Frigga par Malekith.

#### Pierre du Pouvoir (Orbe de Morag)
La pierre du Pouvoir, de couleur violette, permet à son détenteur d'être indestructible et d'utiliser l'énergie de la pierre pour lancer des rafales ou provoquer une déflagration de n'importe quelle matière.
Elle se trouve cachée dans l'Orbe de Morag, qui apparaît pour la première fois dans Les Gardiens de la Galaxie. Elle est découverte par Star-Lord sur la planète Morag où il a pour mission de récupérer l'Orbe. Intercepté par Korath, bras droit de Ronan l'Accusateur, Star-Lord parvient à s'échapper de la planète. On apprend que Korath devait récupérer l'Orbe sous les ordres de Ronan, lui-même sous les ordres de Thanos. Désireux de savoir ce que contenait l'Orbe, Star-Lord et son groupe se rendent sur l'astéroïde Knowhere et apprend par le Collectionneur qu'à l'intérieur réside une Pierre d'infinité qui ne peut être contrôlée que par des êtres particulièrement puissants, même en s'unissant pour partager son pouvoir. Preuve de l'histoire contée par le Collectionneur, sa domestique touche la gemme et ne sachant maîtriser son pouvoir, elle se fait pulvériser avec une partie du bâtiment. Les Gardiens n'ont d'autre choix que de garder l'Orbe, car ils comprennent que si elle venait à tomber entre les mains de Ronan, cela pourrait être désastreux pour la galaxie. Peu après, Ronan parvient à la voler et décide de garder la pierre pour lui, trahissant donc Thanos. Son plan est de faire exploser la planète Xandar, car il refuse la paix conclue avec son peuple et lui impute sa déchéance. Les Gardiens parviennent à empêcher Ronan d'exécuter son plan ; Star-Lord, Gamora, Rocket et Drax s'unissent en partageant l'énergie de la pierre tenue par Star-Lord et détruisent Ronan. L'Orbe est finalement confiée aux Cohortes de Nova sur Xandar.
Elle est récupérée sur Xandar par Thanos avant les évènements d'Avengers: Infinity War, sans que cette scène ne soit montrée. Dans Avengers: Endgame, James Rhodes et Nébula dérobent la pierre sur Morag, avant que le Star-Lord du passé ne la trouve.

#### Pierre de l'Esprit (Vision)
La pierre de l'Esprit, de couleur jaune, offre à son détenteur le pouvoir de manipuler les esprits.
Elle se trouve à l'origine dans le Sceptre de Loki et apparaît sous sa véritable forme de Pierre d'infinité pour la première fois dans Avengers : L'Ère d'Ultron.
Auparavant, dans le premier film Avengers, Loki passe un accord avec Thanos et l'Autre pour conquérir Midgard (la Terre). Thanos lui confie alors un sceptre portant la pierre de l'Esprit, sans que cela ne soit révélé. Par son pouvoir, il soumet Clint Barton, le Dr Selvig et plusieurs agents du SHIELD sous sa volonté. Après qu'il a échoué dans sa quête, le Sceptre de Loki est gardé par le SHIELD.
Après l'effondrement du SHIELD dans Captain America : Le Soldat de l'hiver, HYDRA récupère le sceptre en secret, et c'est le Baron von Strucker qui le détient pour créer des « optimisés », des personnes ayant des pouvoirs surhumains. De ces expériences, seuls les jumeaux Wanda et Pietro Maximoff ont survécu.
Dans Avengers : L'Ère d'Ultron, les Avengers retrouvent le Sceptre de Loki dans une base d'HYDRA en Sokovie et capturent Strucker. Tony Stark et Bruce Banner étudient l'objet et découvrent à l'intérieur un réseau de neurones en mouvement. Stark conclut que cela pourrait être la clé pour donner vie à Ultron, un programme de maintien de la paix, en prévision du remplacement des Avengers. Ultron naît mais prend rapidement son indépendance et ressent le besoin d'évoluer. Après s'être conçu un corps androïde, il se crée un corps humanoïde partiellement fait de vibranium en Corée du Sud dans lequel il compte transférer son esprit. Son plan est déjoué par les Avengers qui récupèrent le corps, sur lequel est placée la pierre de l'Esprit, extraite du Sceptre de Loki. Ils insèrent dans le synthézoïde le code de l'Intelligence artificielle Jarvis créée par Tony Stark, et Vision prend vie. Ne sachant si ce nouvel être peut s'avérer une menace égale à Ultron ou non, les Avengers se battent jusqu'à ce que Thor termine le processus d'activation, ayant vu par le pouvoir des Esprits de l'eau que la pierre jouera un rôle fondamental dans l'avenir. Vision naît ainsi, la pierre de l'Esprit étant insérée dans son front.
Dans Captain America: Civil War, Vision exprime à haute voix le fait que sa pierre a forgé les pouvoirs de Wanda Maximoff. Cette information est aussi reprise dans la série WandaVision.
Dans Avengers: Infinity War, Thanos et son Ordre Noir pourchassent Vision. Sauvé une première fois par Wanda et une intervention in extremis de Captain America, Black Widow et du Faucon, il est ensuite emmené au Wakanda. Malgré la présence des Avengers, de Black Panther, de Groot et Rocket, Wanda est finalement contrainte de pulvériser la pierre afin que celle-ci échappe au Titan fou. Elle réussit mais Thanos, après s'être servi de la pierre du Temps, remonte dans le temps et s'empare finalement de la pierre de l'Esprit, tuant ainsi Vision.
Dans Avengers: Endgame, la pierre de l'Esprit réapparaît au cours de la bataille de New York revisitée par les Avengers, alors qu'elle se trouve encore enfermée dans le Sceptre de Loki. Captain America l'obtient après un combat contre son homologue du passé.
La série WandaVision donne des explications sur la façon dont Wanda Maximoff, dans la base d'HYDRA en Sokovie, a intégré en elle les pouvoirs de la pierre de l'Esprit. Elle lui a ainsi conféré par la suite, après les événements d'Avengers : Endgame, la capacité de créer un univers totalement fictif issu des séries télé de son enfance, dans la petite ville de Westview où elle fait revivre son grand amour, Vision. Elle apprend par la bouche d'Agatha Harkness que l'étendue des pouvoirs dont elle n'a pas encore totalement conscience font d'elle la Sorcière rouge. À la fin de la série, en disant adieu à « son » Vision qui va se désintégrer après qu'elle a mis fin à son univers fictif, elle lui dit : « Toi, Vision, tu es la partie de la pierre de l'Esprit qui vit en moi. Tu es un corps fait de connexion, de chair et d'os que j'ai créé. Tu es ma tristesse et mon espoir. Mais avant tout, tu es mon grand amour ».

#### Pierre du Temps (Œil d'Agamotto)
La pierre du Temps, de couleur verte, offre à son détenteur le pouvoir de manipuler l'espace-temps.
Elle se trouve dans l'Œil d'Agamotto, une puissante amulette conservée à Kamar-Taj par l'Ancien. Elle apparaît pour la première fois dans le film Doctor Strange. Stephen Strange l'utilise pour la première fois après avoir lu le Livre de Cagliostro. Ne sachant pas quel pouvoir elle contient, Wong et Mordo l'alertent que cela peut briser l'espace-temps. Kaecilius détruit le Saint des Saints de Hong-Kong et une partie de la ville, ce qui pousse Strange à revenir en arrière dans le temps grâce à la pierre. Mais son adversaire parvient à sortir de ce sortilège temporel. Strange comprend alors qu'il doit utiliser ce pouvoir contre Dormammu et crée une boucle temporelle dans sa dimension pour obliger celui-ci à marchander. À la fin du film, Wong révèle à Strange que le médaillon contient une Pierre d'infinité.
Dans Avengers: Infinity War, Ebony Maw débarque à New York pour enlever le Docteur Strange et sa pierre. Une fois délivré par Iron Man et Spider-Man, il l'utilise pour observer tous les avenirs possibles de comment vaincre Thanos. Le sorcier, aidé par Iron Man, Spider-Man, Star Lord, Drax et Mantis, combat le Titan fou sur sa planète mais finit par lui donner la pierre du Temps afin de sauver Iron Man (qui jouera un rôle clé dans Avengers: Endgame d'après une vision donnée par la pierre).
Dans Avengers: Endgame, la pierre du Temps est récupérée par Hulk auprès de l'Ancien, qui protégeait le Saint des Saints de New York au cours de la bataille du même nom, et possédait alors l'Œil d'Agamotto.

#### Pierre de l'Âme (Vormir)
La pierre de l'Âme, de couleur orange, offre à son détenteur des pouvoirs mystiques. Au moment du claquement de doigts pour utiliser le pouvoir des six Pierres d'infinité, la pierre de l'Âme lit rapidement dans le cœur de son détenteur et si elle ressent en lui une certaine culpabilité, sa conscience est transportée dans une dimension se trouvant dans la pierre. Cette dimension est composée entièrement d'eau peu profonde sous un ciel orange sombre. Un endroit et une représentation d'un être qui est cher pour celui qui y est transporté apparaissent afin qu'il se libère de sa culpabilité d'abandonner ou d'avoir sacrifié cet être. Après la dissipation de la surtension électrique, provoquée par le claquement de doigts, le détenteur des six pierres reprend ses esprits dans le monde réel.
Elle est découverte dans Avengers: Infinity War. Elle se trouve au sommet d'une montagne sur Vormir, gardée par Crâne Rouge, exilé par le Tesseract après les événements de Captain America: First Avenger, condamné à garder une Pierre d'infinité dont il souhaite obtenir la puissance sans jamais pouvoir s'en emparer, car il n'en est pas digne. Elle ne peut être obtenue que par le sacrifice d'un être qui nous est cher. Ainsi, Thanos échange la vie de sa fille Gamora contre la pierre de l'Âme. C'est la seule gemme dont le pouvoir n'est pas directement observable.
Dans Avengers: Endgame, Natasha Romanoff et Clint Barton se rendent sur Vormir avant Thanos. Ne comprenant que sur place ce que réclame la Pierre, c'est Natasha qui se sacrifie pour permettre à son compagnon de rentrer avec la gemme.

### Les Gantelets d'Infinité
Un Gantelet d'infinité pour droitier fait une brève apparition dans le film Thor, dans la salle des trésors d'Odin, puis un autre (pour gaucher) dans la scène post-générique d'Avengers : L'Ère d'Ultron, alors dans les mains de Thanos, qui est un prélude au film Avengers: Infinity War. Mais il s'agit de deux gantelets différents, comme précisé par le président de Marvel Studios, Kevin Feige.
Dans Thor : Ragnarok, Hela révèle que le gantelet pour droitier de la salle des trésors d'Odin est factice.
Dans Avengers: Infinity War, il est révélé que le véritable gantelet, pour gaucher, a été forgé par le nain Eitri sur Nidavellir pour Thanos avant que celui-ci ne détruise son peuple et fonde ses mains dans le métal pour qu'il ne puisse pas fabriquer d'arme capable de le vaincre. Ce gantelet est fortement endommagé après le claquement de doigts de Thanos au Wakanda.
Dans Avengers: Endgame, les Avengers retrouvent Thanos sur la planète 0259-S, portant un gantelet très abîmé à la suite de son utilisation pour détruire les six Pierres d'infinité. Plus tard, Tony Stark construit un gantelet à nanoparticules pour droitier. Il est utilisé par Hulk pour annuler le premier claquement de doigts de Thanos, avant que ce dernier ne le récupère et ne l'enfile à son tour à l'issue de l'affrontement final. Il est cependant dépourvu des Pierres, volées par Iron Man qui les a intégrées directement à sa dernière armure, le Mark 85, et qui claque des doigts pour détruire Thanos et son armée, cette action lui coûtant la vie.

## Dans les jeux vidéo Marvel

### L'Armure de l'infini
L’Armure de l'infini (« The Infinity Armor ») est un artéfact qui apparaît dans le jeu vidéo Marvel Ultimate Alliance 3: The Black Order. Le Gant de l'infini est une partie de cette armure, plus puissante que le gant à lui seul ; mais cet objet est extrêmement dur à manier, même pour Thane, le fils de Thanos.